# Lijst van badplaatsen in Israël
Hieronder staat een alfabetisch gerangschikte lijst met badplaatsen en stranden in Israël.

## A
- Akko
- Ashdod
- Ashkelon

## B
- Bat Yam

## E
- Ein Gedi
- Eilat

## H
- Hadera
- Haifa
- Herzliya

## N
- Nahariya

## R
- Rishon LeZion

## T
- Tel Aviv
- Tiberias

Australië ·
België ·
Brazilië ·
Egypte ·
Frankrijk ·
Israël ·
Mexico ·
Nederland ·
Portugal ·
Spanje ·
Turkije .
Verenigde Staten